# The Mammoth Book of Best New Horror: Volume Fourteen
The Mammoth Book of Best New Horror: Volume Fourteen är den fjortonde volymen i antologiserien med samma namn. Den publicerades 2003 på det brittiska bokförlaget Robinson och i USA på Carroll & Graf. Antologin vann British Fantasy Award 2004. Även enskilda noveller har prisbelönats; se nedan.

## Innehåll
- "Introduction: Horror in 2002" av Stephen Jones
- "October in the Chair" av Neil Gaiman (Locuspriset 2003)[2]
- "Details" av China Miéville
- "The Wretched Thicket of Thorn" av Don Tumasonis
- "The Absolute Last of the Ultra-Spooky, Super-Scary Hallowe'en Horror Nights" av David J. Schow
- "Standard Gauge" av Nicholas Royle
- "Little Dead Girl Singing" av Stephen Gallagher
- "Nesting Instincts" av Brian Hodge
- "The Two Sams" av Glen Hirshberg
- "Hides" av Jay Russell
- "The Unbeheld" av Ramsey Campbell
- "Ill Met by Daylight" av Basil Copper
- "Catskin" av Kelly Link
- "20th Century Ghost" av Joe Hill
- "Egyptian Avenue" av Kim Newman
- "The Boy Behind the Gate" av James Van Pelt
- "Nor the Demons Down Under the Sea" av Caitlín R. Kiernan
- "The Coventry Boy" av Graham Joyce
- "The Prospect Cards" av Don Tumasonis (International Horror Guild Award 2002)[3]
- "The Cage" av Jeff VanderMeer
- "Dr. Pretorius and the Lost Temple" av Paul J. McAuley
- "Necrology: 2002" av Stephen Jones och Kim Newman